# Cestrum racemosum
Cestrum racemosum es una especie de arbusto de la familia de las solanáceas.

## Descripción
Son arbustos o árboles, que alcanzan un tamaño de 12 m de alto, con ramitas glabras o con tricomas ascendentes diminutos. Hojas ovadas o angostamente ovadas, 9–17.5 cm de largo, ápice acuminado, base redondeada (obtusa), glabras cuando maduras; pecíolos hasta 1.6 cm de largo, glabros (puberulentos). Inflorescencias 1–3 racimos cortos, abiertas, mayormente axilares en las hojas normales, raquis menudamente tomentoso, tricomas persistentes, pedicelos obsoletos, flores nocturnas; cáliz tubular, 2.5–3.5 mm de largo, densamente pubescente, tricomas persistentes, lobos deltoides de 0.5–1.2 mm de largo; corola verdosa o amarillenta, tubo delgado, 10–15 mm de largo, expandiéndose cerca del ápice, glabro, lobos 2.2–3.5 mm de largo, menudamente tomentosos en los márgenes; filamentos libres por 1–2.2 mm de su longitud, sin dientes, a veces pubescentes por abajo. Baya ovoide, 6–8 mm de largo, negra; semillas 3–4 mm de largo.

## Distribución y hábitat
Especie poco frecuente, que se encuentra en los bosques de galería, en las zonas atlántica y norcentral; a una altitud de 0–800 (–1200) metros; fl feb, may; desde México a Bolivia.

## Taxonomía
Cestrum racemosum fue descrita por Ruiz & Pav. y publicado en Flora Peruviana, et Chilensis 2: 29, t. 154, f. b. 1799.
Etimología
Cestrum: nombre genérico que deriva del griego kestron = "punto, picadura, buril", nombre utilizado por Dioscórides para algún miembro de la familia de la menta.
racemosum: epíteto latino que significa "con racimos".

## Usos
Desde épocas prehispánicas en Costa Rica se han consumido sus hojas tiernas en picadillos, sopas o revueltas con huevo. Actualmente se le considera un alimento subutilizado pero con gran potencial debido a sus características nutricionales y su importante aporte de aminoácidos y hierro a la dieta, por esta razón se le considera también un tratamiento tradicional efectivo contra la anemia.  Se sigue consumiendo en algunas partes del Valle Central (Santa Ana, Heredia), en el cantón de Mora (Ciudad Colón), Puriscal y en la Zona Sur del país donde se acostumbra sembrarlo en patios caseros o huertos. Su sabor es amargo, debido a esto algunas personas prefieren sancochar las hojas antes de añadirlas a los platos. Tradicionalmente se cosechan las hojas antes de las 10 de la mañana y después de las 5 de la tarde ya que en las horas más calientes del día aumenta su amargor. 

## Cultivo y Propagación
Se propaga fácilmente a través de estacas leñosas o por semillas. No tiene requerimientos especiales en cuanto a suelo, cuidados o riego, adaptándose bien incluso a zonas con varios meses de sequía y suelos pobres, siempre y cuando reciba suficiente agua durante el resto del año. 
Sinonimia
- Cestrum grande Pittier
- Cestrum mathewsii Dunal
- Cestrum panamense Standl.
- Cestrum racemosum var. bolivianum Francey
- Cestrum racemosum var. grande (Pittier) Francey
- Cestrum racemosum var. panamense (Standl.) Francey	[8]